# Ушаков, Николай Степанович
Николай Степанович Ушаков — советский металлург, Герой Социалистического Труда (1982).

## Биография
Родился в 1936 году в п. Новая Покровка Воронежской области.
В 1947 году семья переехала в Челябинскую область, в Агаповский район.
В 1953 году Николай поступил учиться в ремесленное училище № 13 (ныне Профессиональный лицей № 13) г. Магнитогорска и в 1955 году получил профессию подручного сталевара. После окончания училища был направлен на работу в первый мартеновский цех Магнитогорского металлургического комбината, где проработал подручным сталевара до 1957 года.
После службы в рядах Советской Армии Николай Степанович снова вернулся в свой родной цех, где прошёл путь от подручного сталевара до сталевара, мастера и старшего мастера металлургического производства.
За высокие производственные показатели Николай Степанович был награждён орденами Трудового Красного Знамени и Ленина.
В 1982 году за самоотверженный труд и досрочное выполнение плана десятой пятилетки Н. С. Ушаков был удостоен звания героя Социалистического Труда с вручением второго ордена Ленина и золотой медали «Серп и Молот».
С января 1987 года — персональный пенсионер союзного значения.
После ухода на пенсию перешёл на преподавательскую работу в Профессиональный лицей № 13.
По его стопам пошел его сын Ушаков Сергей Николаевич.
Скончался 29 мая 1998 года. Похоронен на Левобережном кладбище Магнитогорска.